# Tomba a saff
Per tomba a saff si intende una tipologia di sepolcro sovente ipogeo caratterizzata da una facciata a pilastri con uno o più ingressi e risalente alla XI dinastia.

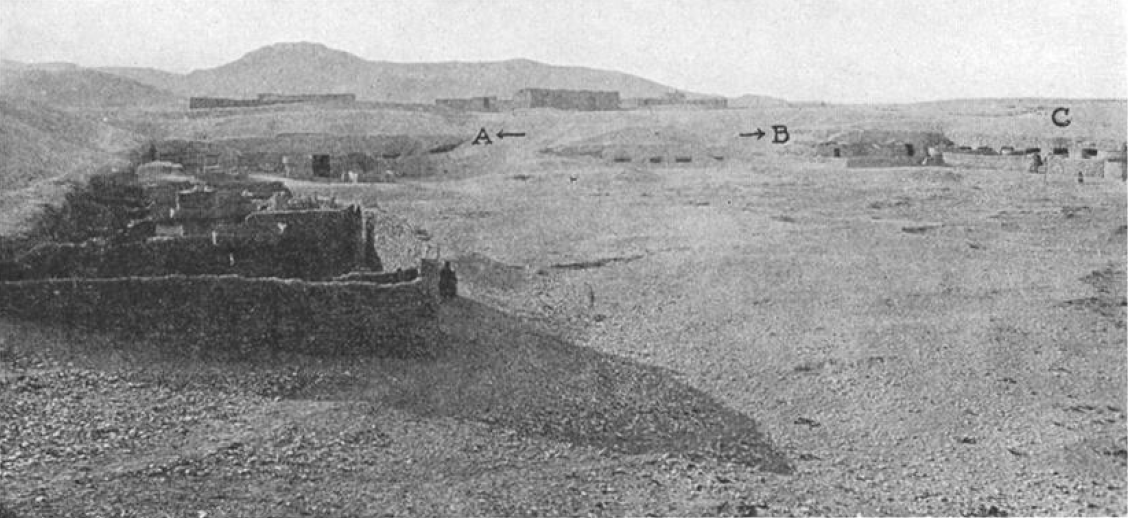
Resti della tomba di Antef II nel 1915

Dopo il varco esterno si apriva un cortile recintato lungo un centinaio di metri, delimitato su un lato dalla facciata a pilastri attraverso la quale si accedeva a numerose stanze riservate alla sepoltura del re e della sua famiglia.
Conosciamo tre sepolture a saff appartenenti ai sovrani Antef I, Antef II e Antef III che sono state ricostruite sulla base di pochi resti rimasti e sicuramente la tomba di Antef II comprendeva anche una piramide oggi denominata "Saff el-Kisasiya"
Le tombe si trovano a El-Tarif, villaggio a pochi chilometri da Dra Abu el-Naga.